# Casa-fàbrica Guàrdia-Desvalls
La casa-fàbrica Guàrdia-Desvalls era un edifici situat als carrers de Guàrdia i de l'Arc del Teatre del Raval de Barcelona, actualment desaparegut.

## Història
El 1746, el botiguer de draps de llana Jaume Guàrdia i Morera va adquirir a l'hortolà Joan Carbonell, la seva esposa Cecília Bros i el seu fill Joan Carbonell i Bros un hort entre el carrer d'en Trentaclaus i el carreró de les Tàpies, de mida 267.661 pams quadrat, on va establir una fàbrica d'indianes. A la seva mort el 1755, va deixar un patrimoni considerable, segons consta a l'inventari post mortem realitzat el 1756 per la vídua Rosa Matas i el seu fill i hereu Melcior de Guàrdia i Matas (1733-1789): la casa del carrer de Basea, una torre a Sant Andreu de Palomar, el castell de Marmellar, adquirit el 1738; la fàbrica i el prat d'indianes i la botiga de draps del carrer d'en Trentaclaus, amb nombroses peces d’indianes emmagatzemades i altres en poder de la xarxa comercial, productes per al tint, rodets, canons, pues, coves, ruixadores, i picadors; 66 telers, torns, calderes, motllos d’estampar, taules, masses, calàndria i altres utensilis de la fàbrica, així com un mul i dos burros per a moure les sínies.

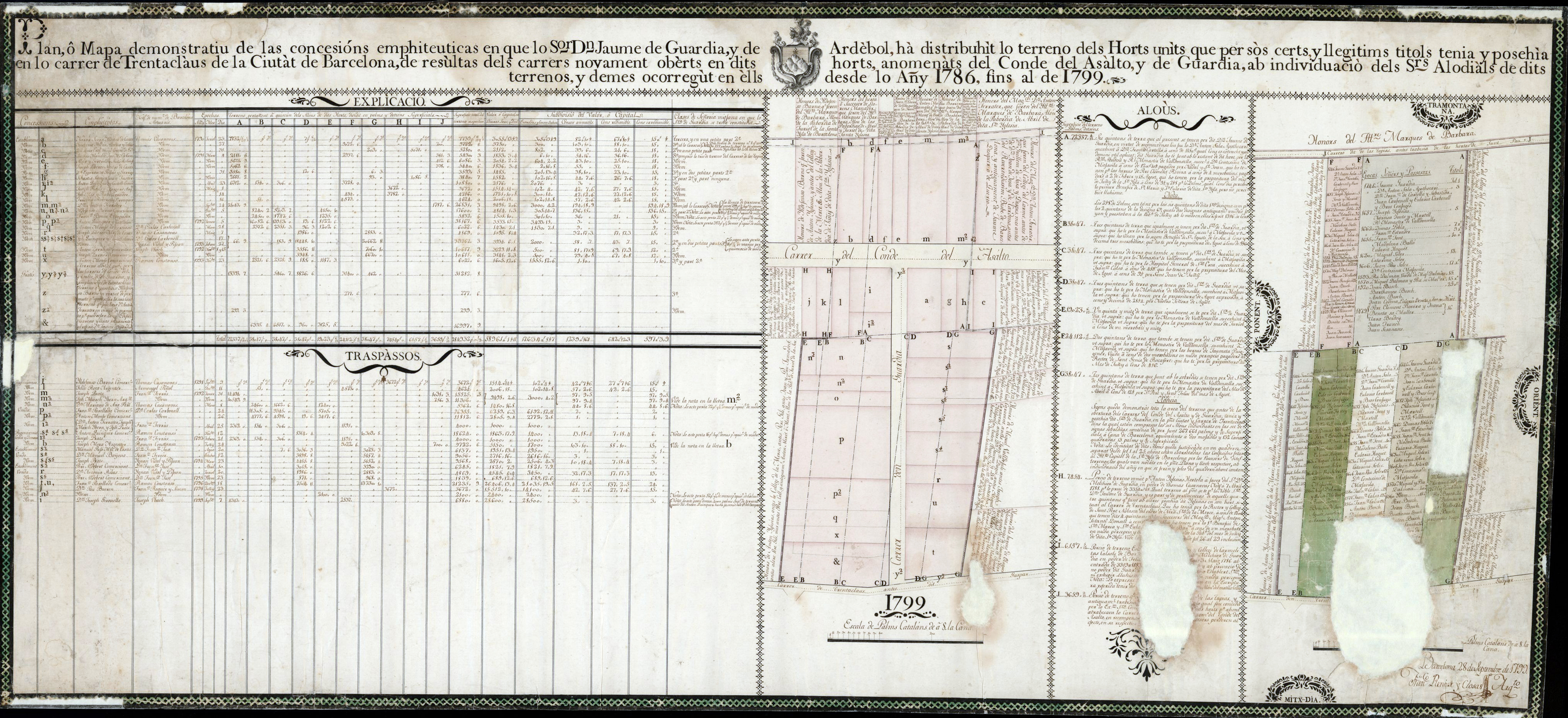
Parcel·lació del carrer de Guàrdia

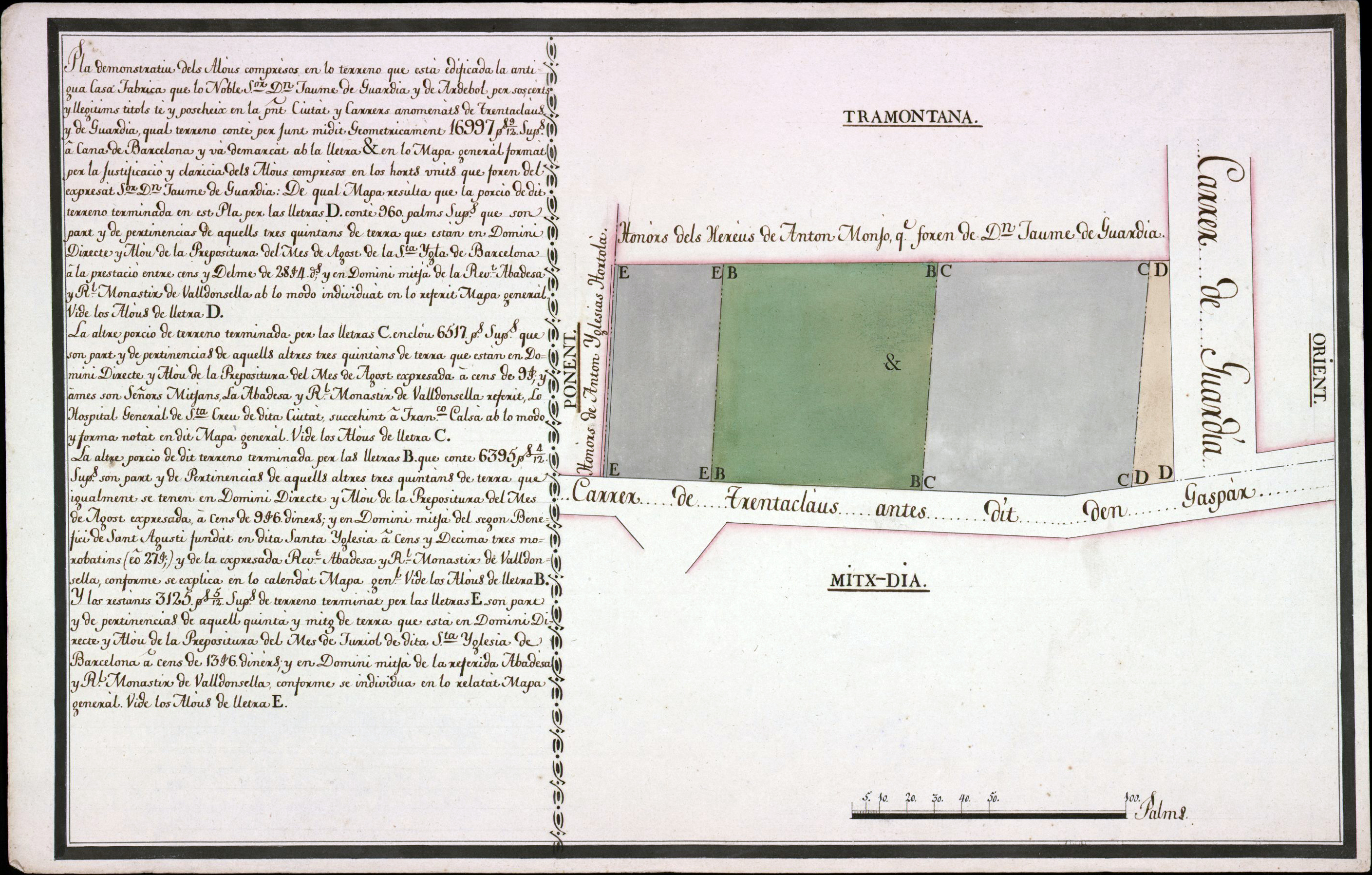
Parcel·la de la casa-fàbrica Guàrdia

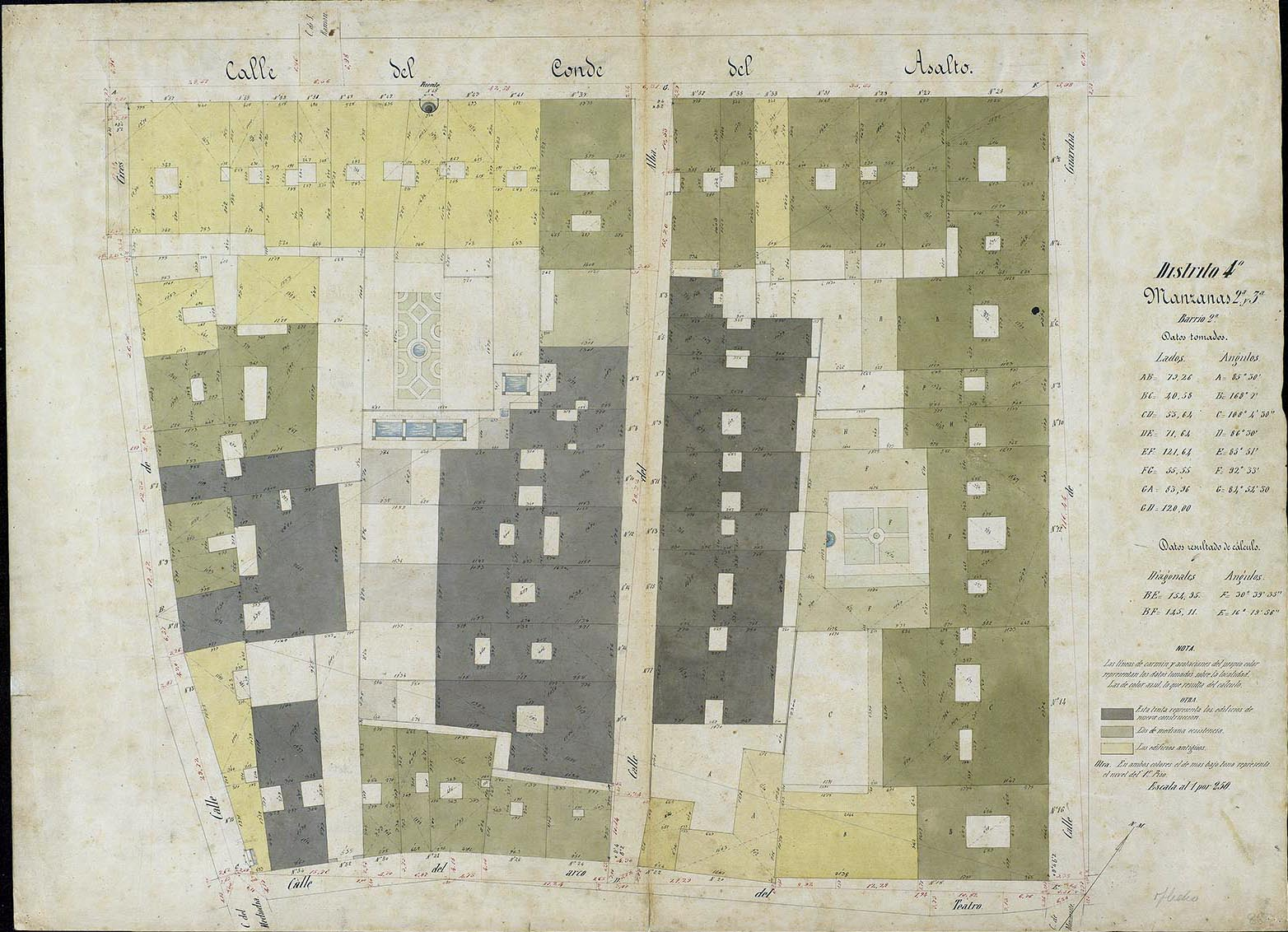
Quarteró núm. 86 de Garriga i Roca (c. 1860)

El 1773, Melcior de Guàrdia va obtenir de Carles III la condició de senyor juridisccional del terme d'Almacelles, el nucli històric del qual va fer construir segons el projecte de l'arquitecte Josep Mas i Dordal. Els anys 1783 i 1786, va adquirir dues parcel·les als costats de la seva propietat, afectada per l'obertura del carrer Nou de la Rambla, amb l'objectiu d'obtenir-ne un benefici econòmic, però morí el 1789 sense haver realitzat el seu projecte. Fou succeït pel seu primogènit Jaume de Guàrdia i Ardèvol, que s'encarregà de la parcel·lació dels terrenys (establerts en emfiteusi a diversos particulars), així com de l'empedrat i clavegueram del carrer que duria el seu nom.
El 1808, poc abans de casar-se amb la seva segona esposa, va renunciar als seus títols en favor del seu germà Melcior de Guàrdia i Ardèvol (1760-1822), gran jurista i afrancesat, que durant l'ocupació napoleònica fou magistrat de l’Audiència i assumí el càrrec de maire (alcalde) de Barcelona entre 1812 i 1813. El 1803, va demanar permís per a construir una casa de planta baixa i dos pisos a la cantonada dels carrers de Guàrdia i de Trentaclaus (actualment Arc del Teatre), segons el projecte del mestre de cases Benet Paradell, pero poc després va rectificar i va demanar permís per a aixecar-hi un tercer pis.
El 1817, Melcior de Guàrdia vengué la propietat a carta de gràcia a Joan Baptista Desvalls i de Ribes (fill de Joan Antoni Desvalls i d'Ardena, marqués de Llupià, i Teresa de Ribes i Olzinelles, marquesa d'Alfarràs), coronel dels Reials Exèrcits i governador del Castell de Montjuïc, venda que l'any següent es convertiria en perpètua. El 1824, Desvalls va demanar permís per a obrir-hi una finestra, i novament el 1826 per a portar-hi aigua des de la canonada del carrer Nou de la Rambla. El 1830, va fer reedificar la «quadra» del carrer de Trentaclaus cedint terreny a la via pública, segons el projecte del mestre de cases Josep Domínguez.
A principis del segle xxi, la finca fou enderrocada per la immobiliària Núñez i Navarro per a construir-hi un edifici de nova planta d'estil «mimètic», reutilitzant la cantonada i els muntants de la porta principal de l'antiga construcció, fets de pedra de Montjuïc.

## Descripció
Conjunt format per un edifici d’habitatges de planta baixa i tres pisos en cantonada, estructurat al voltant d’un pati central, i una «quadra» de planta baixa i dos pisos amb façana al carrer de l’Arc del Teatre.